# 영화여객
영화여객자동차(榮和旅客自動車)는 경상남도의 시외버스 업체이며 대표는 조옥환(曺玉煥)이다. 본사는 경상남도 진주시 진양호로 436 (인사동)에 있다. 부산교통과 대한여객 및 진주시의 시내버스 업체인 부일교통, 사천시의 시내버스 업체인 삼포교통, 통영시의 시내버스 업체인 통영교통 등이 같은 계열사이다. 2009년 8월 MBC 뉴스는 한 버스업체가 서울~진주 간 버스요금을 신고한 것보다 올려받은 것을 취재하였다.

## 역사 및 현황
1980년 3월 29일에 면허를 부여받아 설립하였다.

## 운행 노선

### 시외버스
2015년 12월 기준이다.
| 운행업체 | 보유 노선수 | 보유 노선수 | 보유 노선수 | 보유 노선수 | 면허 대수 | 면허 대수 | 면허 대수 | 면허 대수 | 면허 대수 | 면허 대수 |
| -------- | ----------- | ----------- | ----------- | ----------- | --------- | --------- | --------- | --------- | --------- | --------- |
| 운행업체 | 노선 합계   | 직행        | 일반        | 고속        | 대수 합계 | 직행      | 일반      | 고속      | 우등      | 예비      |
| 영화여객 | 54          | 43          | 11          | -           | 79        | 70        | 3         | -         | -         | 6         |

서울남부 출발 노선
- 서울남부 (↔ 산청 ↔ 생초) ↔ 진주
- 서울남부 ↔ 구례 ↔ 화개 ↔ 악양 ↔ 하동 (부산교통 공동 배차)

부산서부 출발 노선
- 부산서부 ↔ 구례 ↔ 화엄사 ↔ 하동
- 부산서부 ↔ 진주
- 부산서부 (↔ 진교 ↔ 곤양) ↔ 하동
- 부산서부 ↔ 사천 ↔ 용현 ↔ 삼천포 (부산교통 공동 배차)

진주 출발 노선
- 진주 (↔ 원지) ↔ 인천
- 진주 ↔ 곤양 ↔ 서포
- 진주 ↔ 옥종
- 진주 ↔ 단성 ↔ 흥계 ↔ 대원사
- 진주 ↔ 단성 ↔ 거림
- 진주 ↔ 단성 ↔ 중산리
- 진주 ↔ 창원
- 진주 ↔ 산청 ↔ 함양
- 진주 ↔ 쌍계사 ↔ 구례 ↔ 화엄사 ↔ 하동
- 진주 ↔ 옥종
- 진주 ↔ 비토 ↔ 자혜 ↔ 굴포 ↔ 선창 ↔ 서포

삼천포 출발 노선
- 삼천포 ↔ 용현 ↔ 사천 ↔ 김해 (부산교통 공동 배차)[3]
- 삼천포 ↔ 사천 ↔ 진주 (↔ 원지) ↔ 인천 (대한여객 공동 배차)

## 보유 차량
전 차량이 현대자동차의 차종으로 운행한다
- 뉴 슈퍼 에어로시티
- 유니버스 익스프레스 프라임
- 뉴 프리미엄 유니버스 익스프레스 프라임
- 유니버스 익스프레스 노블
- 뉴 프리미엄 유니버스 익스프레스 노블
- 뉴 프리미엄 유니버스 익스프레스 프레스티지
- 뉴 프리미엄 유니버스 럭셔리
- 뉴 프리미엄 유니버스 노블